# 別の世界で
「別の世界で」（べつのせかいで、仏: Dans un autre monde（）、英: In Another World）は、セリーヌ・ディオンのアルバム『オ・クール・デュ・スタード〜スタジアム・ライヴ〜』からのプロモーションシングル。1999年8月30日にフランスとベルギーで発売された。

## 概要
元々は1998年のアルバム『愛するだけでよかったら』に収録されていた。
この曲のライブ模様を収録したビデオは、パリのスタッド・ド・フランスで1999年6月19日、20日の2日間にわたって行われた公演を撮影している。このビデオはCD『オ・クール・デュ・スタード』とDVD『オ・クール・デュ・スタード』の販促用として1999年8月末にリリースされた。
この曲はベルギー・ワロン地域圏有線チャートで最高第7位を記録した。
ディオンは2008年から2009年に行われた自身のコンサート『Taking Chancesツアー』のフランス公演や、ケベック州創設400周年記念を祝う歴史的行事で25万人の観客の前にこの歌を披露している。
この曲は2005年のフランス語版ベストアルバム『オン・ヌ・シャンジュ・パ』にも収録されている。

## チャート
| チャート（1999年）                 | 最高位 |
| ---------------------------------- | ------ |
| ベルギー・ワロン地域圏有線チャート | 7      |